# Богородица (химн)
Вижте пояснителната страница за други значения на богородица.
„Богородица“ (на полски: Bogurodzica, bɔɡurɔˈd͡ʑit͡sa) е полска религиозна песен, както и най-старият записан полски поетичен текст с мелодия.
Композирана е между X и XIII век. Първият записан текст е от 1407 г. Включена е в Статута (основния закон) на Великото литовско княжество (1506) и се изпълнява като негов национален химн през XIV – XVIII в. Изпълнявана е при коронацията на първите крале на Кралство Полша от династията на Ягелоните.

## Езикови архаизми
Текстът на Богородица съдържа в себе си много архаизми. Някои от тях са архаични още през XV век.

Някои от лексическите архаизми:
- Bogurodzica – според Тадеуш Лер-Сплавински е много стара църковнославянска заемка в полския език, дошла в Полша чрез чешко посредничество с първите мисионери[2]; в съвременния полски се използва Matka Boża или Matka Boska (Майка божия)
- dziela – съвр. полски dla
- bożyc – съвр. полски Boga (син божи, божи син)
- Gospodzin – съвр. полски Pan (Господ)
- zbożny – съвр. полски dostatni
- przebyt – съвр. полски bytowanie, istnienie
- rodzica – съвр. полски matka (родител, майка)
- jąż, jegoż – съвр. полски którą, którego (който, която, които)

За морфологията е характерно запазването на окончанието „i“ в повелително наклонение в някои глаголи (с крайно ударение):
- raczy – съвр. полски racz
- ziści – съвр. полски pozyskaj
- spuści – съвр. полски ześlij

Интересна синтактична особеност е използването на творителен падеж, който не се използва в съвременния полски:
- Bogiem sławiena – съвр. полски sławiona przez Boga.

Фонетични особености:
- Krzciciela – съвр. полски Chrzciciela
- sławiena – съвр. полски wysławiana
- zwolena – съвр. полски wybrana

Сравнителен пример между рутенски (1529) и полски (1506) варианти на химна:
| Богародицо, Девице, Богославена Мария, У твекго Сына-Кгосподина, Матко зволена Мария Зычи ж нам, спусти ж нам, кириялейзон. | Bogarodzica dziewica, Bogiem sławiona Maryja, U twego syna Gospodzina matko zwolona, Maryja! Zyszczy nam, spuści nam. Kyrieleison. |  |

## Съвременни творби
- Анджей Пануфник, Sinfonia sacra (1963)
- Войчех Киляр, Bogurodzica за хор и оркестър (1975)
- Кшищоф Мейер, Симфония №6 „Полски“ (1982)
- Хлопомания, Bogurodzica (от Лудомания) (2008)
- Стари Олса, Багародзіца (на беларуски език) (2009)
- Анна Витчак Чернявска и Малео Реггае Рокерс feat Мацол, Bogurodzica (2015)